# AIESEC
AIESEC — международная независимая некоммерческая неполитическая организация, полностью управляемая молодыми людьми в возрасте от 18 до 29 лет. Цель AIESEC — поддержание мира и реализация человеческого потенциала посредством развития лидерских качеств в молодёжи. Основной деятельностью AIESEC является организация международных обменов и стажировок; также AIESEC организует форумы и другие социально-значимые проекты.
AIESEC представлен в 112 странах и территориях, имеет около 40 тысяч активных членов и более миллиона alumni (выпускников). AIESEC организует более 36 тысяч волонтёрских, профессиональных и преподавательских международных обменов год.
AIESEC состоит в консультативном статусе при Экономическом и Социальном Совете ООН (ЭКОСОС), является независимым подразделением Департамента глобальных коммуникаций ООН (DGC) и Канцелярии посланника Генерального секретаря ООН по делам молодёжи; членом Международного координационного совета молодёжных организаций (ICMYO).
В России на 2020 год AIESEC представлен 15 локальными комитетами в 13 городах и имеет более тысячи активных членов.

## Название
Название AIESEC изначально является французским акронимом от Association internationale des étudiants en sciences économiques et commerciales (Международная ассоциация студентов, изучающих экономику и коммерческие науки). В настоящее время расшифровка акронима официально не используется, так как членом организации может быть любой студент или выпускник в возрасте от 18 до 29 лет.
Название произносится как «Айсек»; членов организации обычно называют Айсекерами (AIESECer).

## История AIESEC

### Основание
Формирование AIESEC началось в первые годы после окончания Второй мировой войны, в 1946—1948 (по некоторым данным в 1944). Идея организации возникла из необходимости восстановления связей между людьми и культурами разных наций, а также высокой потребности стран послевоенной Европы в молодых лидерах и управленцах.
Мы не знаем полный список имён основателей AIESEC. Из известных нам имён — Жан Чоплин (Jean Choplin) от Франции, Ярослав Зич (Jaroslav Zich) от Чехословакии, Станислас Калленс (Stanislas Callens) от Бельгии, Кай Вернер Слот (Kaj Verner Slot) от Дании, Бенгт Сьёстранд (Bengt Sjӧstrand), Бертил Хедберг (Bertil Hedberg) и Эрик Мальсон (Eric Malson) от Швеции.
В марте 1949 года в Стокгольме состоялся 1-й Международный Конгресс AIESEC, на котором присутствовали представители из Бельгии, Швеции, Дании, Финляндии, Франции, Голландии и Норвегии. Был определён статус AIESEC как международной, негосударственной, некоммерческой и неполитической организации. Миссией AIESEC стало «развитие дружеских взаимоотношений между странами и народами». Основным средством для достижения этой цели был признан международный обмен студентами.

### Международное развитие организации
В 1949 году было осуществлено 89 международных обменов; к 1958 году количество обменов в год увеличилось до 1930, а количество стран-членов до 25. К 1977 году AIESEC был представлен уже в 50 странах на 6 континентах.

### AIESEC вСССР(1989—1991)
- 1969 — Международный секретариат AIESEC впервые предпринимает попытку установить контакты со студентами Советского Союза. Всесоюзному студенческому совету была представлена деятельность AIESEC, и поступило предложение открыть AIESEC в СССР. Переговоры и обмен делегациями затягиваются почти на 20 лет.
- 1988—1989 — начинается подготовка к вступлению СССР в AIESEC. В начале марта 1989 года на Международном Конгрессе в Квебеке, Канада, AIESEC СССР был официально принят в Ассоциацию.

К концу 1990 года членами AIESEC СССР являются уже 18 вузов, готовящих специалистов по экономическим специальностям. Ещё 15 вузов вступают в Ассоциацию на правах перспективных членов. В рамках AIESEC СССР осуществляются проекты, способствующие повышению профессионального уровня будущих советских специалистов по экономике и управлению. Более 20 человек принимают участие в международных обменах. Проводятся конференции «Предпринимательство в СССР» и семинар «Волга-90», где выступает первый заместитель Председателя Верховного Совета России.
На международной конференции в 1991 году AIESEC СССР получает награду «The most developing country of AIESEC» («Наиболее развивающаяся страна AIESEC»). Происходит рост количества международных обменов, организуемых AIESEC. Ежегодно до 100—200 советских предприятий готовы принять иностранных стажёров, и около 300 студентов отбираются для участия в международной программе стажировок. AIESEC проводит разнообразные семинары.

### AIESEC вРоссии,Белоруссии,Казахстане(1992—2007)
- 1991—1993 — В образовавшихся на территории бывшего Советского Союза государства создаются отдельные национальные комитеты AIESEC. С 1992 по 1994 года существует Национальный Комитет AIESEC RUBeK (Россия, Украина, Беларусь, Казахстан), с 1994 — AIESEC RuBeK (Россия , Беларусь, Казахстан).[15]
- 1993 — Происходит встреча представителей AIESEC c президентом Борисом Ельциным.
- 1994—1995 — Идёт разделение деятельности Ассоциации на организацию международных стажировок и реализацию проектов, посвящённых научной и деловой тематике, дней карьеры. В AIESEC, как и в стране, происходят перемены. Организация стоит перед выбором дальнейшего пути развития.
- 1996—1997 — Возрастает число и качество проведения дней карьеры. В 1997 году в России проводится WEASTCo — международная встреча президентов локальных комитетов AIESEC из 13 европейских стран.
- 1998 — Начиная с 1998 года AIESEC проходит этап переосмысления роли организации в обществе. Всё больше членов организации вновь включается в реализацию международных программы стажировок как инструмента по развитию лидеров. Разрабатываются семинары и проекты, направленные на развитие межкультурного взаимопонимания и подготовку российских студентов к стажировкам, образовательные программы для иностранных стажёров. Наряду с программой стажировок AIESEC реализовывает образовательные проекты для студентов ВУЗов.
- 2005 — На международном Конгрессе в городе Агре (Индия) в августе создаётся AIESEC Видение 2010. Основные приоритеты развития — предоставление возможностей развития лидерского потенциала для большего числа талантливых молодых людей, динамичный и успешный рост организации для создания позитивных изменений в обществе, расширение географии AIESEC.
- 2006 — Открываются Локальные Комитеты в Казани и Самаре.
- 2007 — На международной встрече президентов AIESEC принято решение о разделении AIESEC в России и Казахстане на самостоятельные представительства. Новыми AIESEC-городами в России становятся Ростов-на-Дону и Красноярск, в Казахстане — Астана, Усть-Каменогорск, Павлодар, Костанай.
- 2008 — Впервые за 10 лет AIESEC в России организует международную конференцию EuroXpro. В марте 2008 в Санкт-Петербург съезжаются представители AIESEC из 45 стран Европы, а также США, Туниса, Китая, Тайвани и др. В августе 2008 года Казахстан получил статус полноправного члена Ассоциации.

### AIESEC вРоссии
- 2008 — AIESEC в России организует международную конференцию EuroXpro. В Санкт-Петербург съезжаются представители AIESEC из 45 стран.
- 2009 — AIESEC в России получает награду «Лучшая страна в регионе Центральная и Восточная Европа в 2008—2009 году».
- 2010 — Студентами Кубанского государственного университета открыта инициативная группа AIESEC в городе Краснодаре. Впервые проводится форум молодых лидеров YouLead, ставший впоследствии ежегодным всероссийским форумом.
- 2011 — Открываются инициативные группы в городах Иркутск и Ульяновск.
- 2012 — В России проводится Международный Конгресс AIESEC. В Москву съезжаются члены организации и выпускники из 110 стран мира.
- 2013 — Студентами Уральского федерального университета открыта инициативная группа AIESEC в Екатеринбурге. Впервые проводится форум для лидеров технических специальностей BreakPoint.
- 2015 — Вновь открываются Локальный Комитет в Казани, а также в Улан-Удэ.
- 2018 — Открываются Локальные Комитеты в Тюмени и Перми.
- 2019 — В Москве проводится международная встреча президентов AIESEC. В Казани проводится первый в России World Largest Lesson ("Самый большой урок в мире") на котором тысячи российских школьников узнали о Целях Устойчивого Развития от волонтёров из разных стран и членов организации AIESEC.
- 2020 — Весной проходит первый онлайн-форум BreakPoint. В июле появляется новый вид профессиональных международных стажировок для преподавателей — Global Teacher.

На 2020 год AIESEC в России представлен 15 локальными комитетами в 13 городах (Москва, Санкт-Петербург, Воронеж, Казань, Уфа, Пермь, Екатеринбург, Тюмень, Томск, Новосибирск, Ярославль, Нижний Новгород, Самара), сотрудничает с более чем 150 университетами, имеет более тысячи активных членов, организует более тысячи международных обменов в год.

### AIESEC вБелоруссии
AIESEC в Белоруссии первоначально входил в состав AIESEC СССР, а затем AIESEC RuBeK (Россия, Беларусь, Казахстан). Организация была представлена двумя Локальными Комитетами: в Минске (1990) и Гродно (1998), деятельность которых к 2004 году практически прекратилась. В 2006 году страна была лишена формального представительства в AIESEC.
С 2007 года начинаются попытки возобновить деятельность организации в Белоруссии. После нескольких безуспешных попыток в июне 2013 года организация снова была снова зарегистрирована. На 2020 год работает Локальный Комитет в Минске.

### AIESEC вКазахстане
На 2020 год AIESEC в Казахстане представлен Локальными Комитетами в Алматы и Астане. Прежде отделения AIESEC также существовали в городах: Караганда, Усть-Каменогорск, Павлодар, Костанай, Уральск, Тараз, Актобе, Шымкент.
- 2007-2008 - Основание AIESEC в Казахстане (недоступная ссылка) официально признан отдельной организацией на Международной Встрече Президентов (Internal Presidents Meeting), Египет и стал официальным членом глобальной сети AIESEC на Международном Конгрессе в 2008 (Бразилия). До этого периода, в Казахстане существовал только Локальный Комитет AIESEC в Алматы.
- 2009 - В Казахстане проводится Центрально-Азиатский Конгресс. Открывается Инициативная Группа в Караганде.
- 2011 - Открываются Инициативные Группы в Таразе и Уральске.
- 2013 - Открываются Инициативная Группа в Шымкенте.
- 2014 - В Казахстане проводится Центрельно-Азиатский Конгресс. В Алматы съезжаются члены организации и выпускники из 6 стран СНГ.
- 2020 - Осенью проходит первый онлайн-форум Leadership Development Day, Top Talents. В июле появляется новый вид профессиональных международных стажировок для преподавателей — Global Teacher.

### AIESEC вКыргызстане
Инициативная группа AIESEC в Кыргызстане начала свою работу в 2005 году. 30 марта 2006 года AIESEC в Кыргызстане был зарегистрирован в качестве общественного объединения, и стал официальным членом международной ассоциации в 2007 году.
На 2020 год в AIESEC в Кыргызстане полноценно действует 2 Локальных Комитета в Бишкеке, работающие с более чем с 20 университетами.

## Опыт AIESEC
Все члены AIESEC знакомятся с организацией, посещают образовательные и интеграционные семинары и тренинги и только потом начинают брать на себя ответственность в какой-то определённой сфере. Это значит, что молодой человек для получения опыта выбирает то, чем ему интересно заниматься, ту область, в которой он хочет получить опыт. Это может быть участие в проекте по организации международных стажировок, организация конференций, круглых столов и т. п.
После этого они могут выбрать между лидерской позицией и работой за границей или, при желании, пройти обе стадии.
Лидерская позиция — уникальный опыт управления своей командой и своим проектом.
Международная стажировка — опыт работы в одной из 110 стран мира.
Последний шаг в опыте AIESEC — направление в будущее, это подразумевает использование всех навыков, вдохновения и контактов, полученных в AIESEC для оказания положительного влияния на общество.
Каждый год AIESEC предоставляет много возможностей. Это более 470 конференций ежегодно, 12000 международных стажировок, более 10000 лидерских позиций ежегодно, 4500 компаний-партнёров, а также много других проектов и мероприятий.
При помощи AIESEC сообществ, есть возможность наладить контакты с молодёжью и компаниями со всего мира.
Проекты AIESEC в России
Миссия организации — мир и реализация человеческого потенциала. Члены организации убеждены, что можно достичь её, развивая лидерство в молодёжи путём международных обменов и интенсивного практического опыта в организации. Развитие лидерства происходит по модели, разработанной в AIESEC, в которую входят четыре качества: понимание себя, вдохновение других, гражданин мира, ориентация на решение. Каждый из проектов AIESEC создаёт молодёжь в возрасте от 18 до 26 лет.
Global Volunteer — программа международных волонтёрских проектов, каждый из которых направлен на одну из 17 целей устойчивого развития ООН.
Global Teacher — программа международных стажировок для молодых и амбициозных преподавателей.
Global Talent — программа профессиональных стажировок в зарубежных компаниях по направлениям: маркетинг, IT, бизнес администрирование, инжиниринг, отельный менеджмент.
На проектах международных стажировок участники развивают в себе осознанность, кросскультурность, адаптивность и гибкость, экологическое мышление, практические навыки, учатся работать в команде и управлять собственными проектами.
Форум YouLead — всероссийский форум для развития молодёжного лидерства.
Форум BreakPoint — всероссийский форум для молодых людей, интересующихся технологиями.

## Alumni AIESEC
Alumni (выпускниками) AIESEC является большое число предпринимателей, политиков, управленцев и профессионалов.

### Известные alumni AIESEC
В список alumni AIESEC в мире входят:
- Александр Квасьневский[19]  — польский государственный и политический деятель, президент Республики Польша (1995—2005);
- Мартти Ахтисаари[20] — Президент Финляндии (1994—2000), лауреат Нобелевской Премии, финский дипломат, сотрудник ООН;
- Марио Монти[21] — Председатель Совета Министров Италии (2011—2013), государственный и политический деятель и экономист;
- Ян Элиассон[22] — шведский политик, дипломат, Председатель Генеральной Ассамблеи ООН (2005—2006), министр иностранных дел Швеции (2006);
- Сесар Гавириа — экономист и политик, Президент Колумбии (1990 —1994), Генеральный секретарь Организации американских государств (1994—2004);
- Гельмут Коль — немецкий государственный и политический деятель. Федеральный канцлер Германии (1982—1998);
- Ханнес Чопра[23] — немецкий управленец, генеральный директор OOO СК «Сбербанк страхование» 2014—2017 гг.;

Среди alumni AIESEC в России:
- Александр Изосимов[24] — управленец, предприниматель, генеральный директор ОАО «ВымпелКом» («Билайн») в 2003—2009 гг., генеральный директор Группы "М.Видео-Эльдорадо" с октября 2020 г.;
- Николай Цехомский[25] — финансист, топ-менеджер, первый заместитель председателя – член правления ВЭБ.РФ с 2016 года;
- Виктор Евтухов[26] — государственный и политический деятель, заместитель Министра промышленности и торговли Российской Федерации c 2012 года;
- Александр Филатов[27][28] — предприниматель, топ-менеджер, соучредитель и управляющий директор TON Labs (разработчика компонентов экосистемы для Telegram Open Network);
- Роман Юнеман[29] — российский политик и общественный деятель, лидер политического движения «Общество.Будущее»;
- Эдуард Тиктинский[30] — предприниматель, председатель совета директоров, основатель и собственник Группы RBI;
- Станислав Прокофьев — ректор Финансового университета c 15.11.2021.

### Ассоциации и сообщества alumni AIESEC
В разных странах и регионах мира существуют ассоциации и сообщества выпускников AIESEC, помогающие бывшим айсекерам быть на связи и расширять свой круг знакомств, поддерживающие нынешних айсекеров и реализующие различные инициативы (например, A.Life, онлайн-площадка историй alumni AIESEC). AIESEC Alumni International — международная ассоциация alumni AIESEC. Российское сообщество alumni AIESEC является самым обширным и наиболее активным, представлено более 5'000 alumni, вовлечённых в его активности.